# Вельзумер

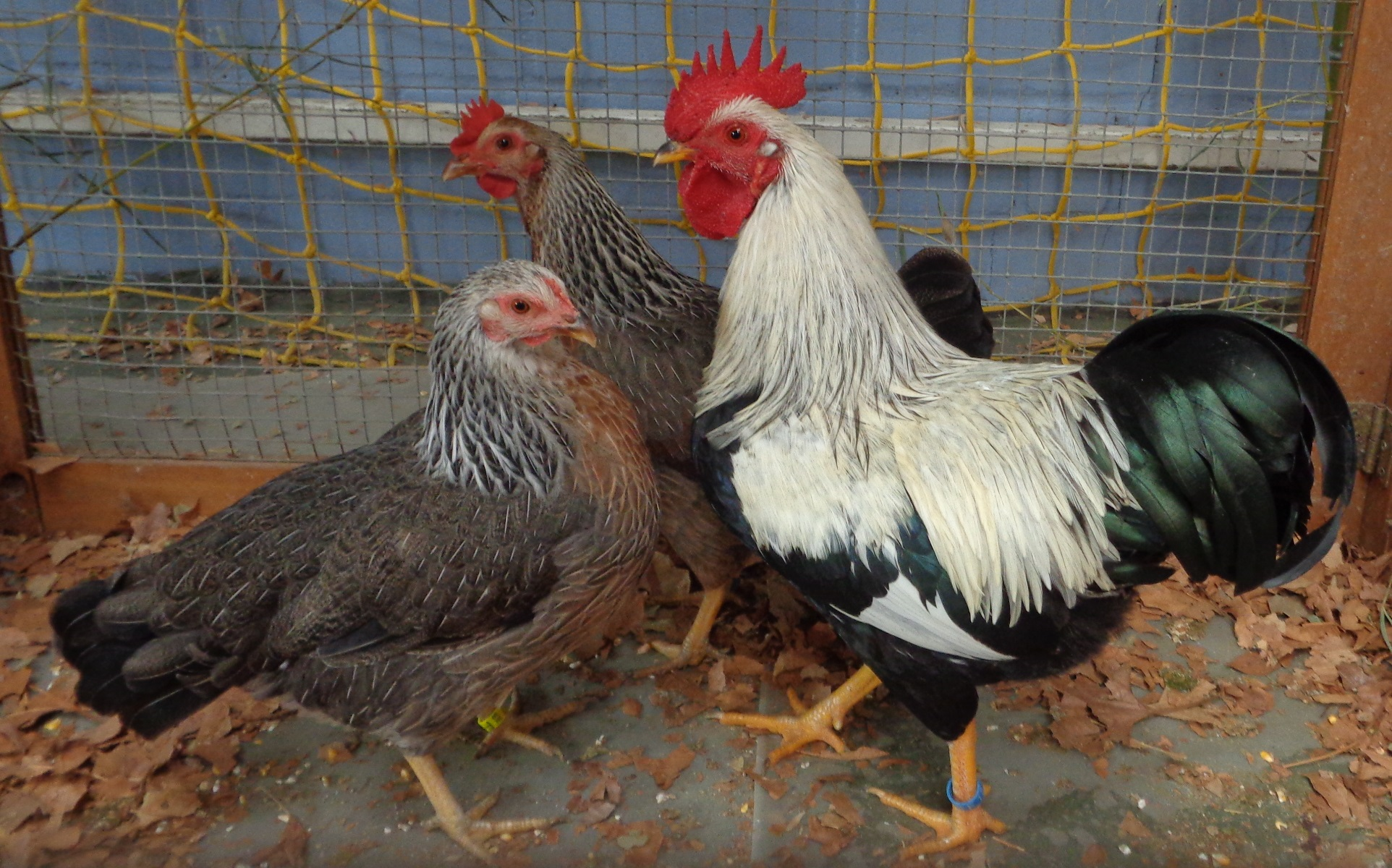

Вельзумер — порода домашних кур мясо-яичного направления, известна как выносливая, неприхотливая курица, подходящая для содержания в домашних хозяйствах.

## История породы
Порода была выведена в Голландии в период с 1900 по 1910 г. в результате скрещивания местных кур ржаво-куропатчатой окраски, разводимой в окрестностях местечка Вельзумер, сначала с бойцовыми, вероятно малайскими, а затем с доркингами. Бойцовые дали более темную, бурую окраску скорлупы, а доркинги увеличили вес яйца вельзумерских кур. Кроме того, скрещивали птиц и с барневельдерами, тоже для бурого цвета скорлупы, а также с красными род-айландами. В результате всех скрещиваний вывели породу кур вельзумер.

## Описание
Куры хорошо несутся даже зимой, скороспелы, выносливы, цыплята не требуют серьёзных условий содержания. Инстинкт насиживания отсутствует. Характер весьма спокойный и неагрессивный. Курица крепко сложена, с густым ржаво-коричневым оперением, шея короткая, хвост среднего размера, живот широкий и хорошо развитый, голова средней величины. Гребень среднего размера, средней длины с острыми зубчиками, сережки короткие, мочки ушей овальные, средней величины. Клюв средней длины, желтого или коричневато-серого оттенка. Глаза большие, оранжево-красные. Ноги очень мощные, средней длины.
Петухи крупной разновидности массой 2,75—3,25 килограммов, самки примерно 2,0—2,5 кг. Особи мужского пола карликовой разновидности массой 1300 граммов, самки — около килограмма. Куры вельзумер несут около 160 яиц в год; яйца тёмно-коричневые и весят около 65 граммов. Карликовые вельзумеры откладывают около 180 тёмно-коричневых яиц в год, средний вес которых составляет 47 г.

## Карликовая разновидность
Выводилась разновидность около 1930 года Полом Вагнером из Альтенбурга. Вероятно, одна единственная выжившая после войны курица стала родоначальницей послевоенного племени этой породы, которая и была признана в 1947 году. При восстановлении использовали карликовых род-айландов и карликовых итальянских кур неизвестной породы. В 1969 были выведены куры карликовой разновидности рыжевато-оранжевого окраса, а признание серебристого и этого окраса произошло в 1998 году.
Тело цилиндрической, вытянутой формы, спина широкая. Хвост состоит из длинных широких косиц. У особей карликовой формы все остальные признаки (мочки ушей, цвет глаз и т.п.) как у обычных кур породы. Масса яйца довольно велика - более 50 граммов, цвет яиц коричнево-красный. Петухи весят 1300 граммов, самки весят около килограмма.